# Mahōka Kōkō no Rettōsei
Mahōka Kōkō no Rettōsei (魔法科高校の劣等生?  lit. El irregular en la escuela secundaria mágica), también conocida en inglés como The Irregular at Magic High School, es una serie de novelas ligeras escritas por Tsutomu Satō. La historia tiene lugar en una historia alternativa donde la magia existe y se pule a través de la tecnología avanzada, y la serie sigue a los hermanos Tatsuya y Miyuki Shiba, quienes se inscriben en la escuela secundaria de magia Primera Preparatoria. Mientras mantienen en secreto sus conexiones con el infame clan Yotsuba, intentan vivir su vida diaria en paz, pero Tatsuya es rechazado por su aparente ineptitud y Miyuki es validada por sus habilidades mágicas.
Se publicó inicialmente en Shōsetsuka ni Narō, desde el mes de octubre de 2008 hasta el mes de marzo de 2011. Satō llegó a un acuerdo con Dengeki Bunko y comenzó a publicar su trabajo en un formato de novela ligera a partir del 10 de julio de 2011. El manga está en publicación desde el 17 de diciembre de 2011 en la revista Gekkan GFantasy de la editorial Square Enix con Tsuna Kitaumi como artista, mientras que la novela se publica en la Dengeki Bunko de ASCII Media Works, y con Kana Ishida como artista. Una adaptación al anime producida por Madhouse se emitió desde el domingo 26 de abril de 2014, la cual constó de 26 capítulos. Un videojuego para teléfonos inteligentes titulado Mahōka Kōkō no Rettōsei: School Magicus Battle y un juego de PlayStation Vita titulado Mahōka Kōkō no Rettōsei: Out of Order por Namco Bandai Games fueron anunciados en el Dengeki Game Festival 2014 el 16 de marzo de 2014. Una película con una historia original del propio Satō se estrenó en Japón el 17 de junio de 2017. Se anunció y se empezó a emitir la segunda temporada el 3 de octubre de 2020 hasta el 31 de diciembre, contando con un total de 13 episodios.
La serie ha tenido una buena acogida. Las novelas ligeras aparecieron en las encuestas de 2015 de Sugoi Japan y, desde 2011, es una de las series más vendidas en Japón con 10 millones de copias vendidas en 2019. Además, sus adaptaciones de manga y anime también aparecieron en las listas de ventas más vendidas. Los críticos ingleses tuvieron una recepción mixta hacia la adaptación del anime. El complejo tecnicismo de la magia dentro de la serie fue bien recibido, pero la exposición fue criticada por ser pesada, poco clara y mal ejecutada.

## Sinopsis

### Configuración
La serie está ambientada en un mundo con una historia alternativa, donde la magia existe (sin ser un producto de leyendas fantásticas, ni de cuentos de hadas) y ha sido pulida a través de la tecnología moderna en un futuro lejano y distópico. Sin embargo, la capacidad de usar la magia está determinada por la genética, lo que limita el número de magos que existen. Después de la Tercera Guerra Mundial que duró 20 años y que redujo la población mundial a 3 mil millones, las superpotencias del mundo se trasladaron a estas cuatro naciones: Estados Unidos de América del Norte (USNA), Nueva Unión Soviética, la Gran Alianza Asiática y Japón. En Japón, la comunidad mágica está gobernada informalmente por los Diez Clanes Maestros en lugar del gobierno. Debido al número limitado de magos, son tratados como una mercancía y se ven obligados a ingresar a escuelas y profesiones relacionadas con la magia. Existen nueve escuelas secundarias mágicas en Japón; cada uno de ellos se especializa en diferentes aspectos de la magia y simplemente se hace referencia a ellos por su número.

### Argumento
La historia sigue a Tatsuya Shiba, un guardaespaldas de su hermana Miyuki Shiba, quien también es candidata a sucesora en el liderazgo del clan Yotsuba, uno de los Diez Clanes Maestros que gobiernan a los magos de Japón. Se inscriben en la Primera Preparatoria, que segrega a sus estudiantes en función de sus habilidades mágicas. Miyuki está inscrita como estudiante de primer curso y es vista como una de las mejores estudiantes, mientras que Tatsuya está en el segundo curso y es considerado mágicamente inepto. Sin embargo, el conocimiento técnico, las habilidades de combate y las técnicas mágicas únicas de Tatsuya hacen que la gente lo vea como un individuo irregular en las clasificaciones estandarizadas de la escuela. ¿Qué le pasará a Shiba? ¿Cómo vivirá su vida escolar en la cual él es uno de los muchos "Weeds" que son mirados hacia abajo por los "Blooms"?

## Personajes

### Principales
Tatsuya Shiba (司波 達也 Shiba Tatsuya?)
Seiyū: Yūichi Nakamura
Es el protagonista masculino. Es un Reserva que está actualmente cursando el primer año en la secundaria. Él es el hijo del vicepresidente de Four Leaves Technology, y el hermano de Miyuki Shiba. El también es miembro del Comité Disciplinario y luego, en su segundo año, se une al consejo estudiantil. Es un chico de una personalidad muy fría, pero demuestra que ama a su hermana y se preocupa mucho por ella. Es uno de los estudiantes más talentosos de toda la secundaria, a pesar de ser solamente una reserva, incluso, él es el único estudiante que ha creado una técnica propia en toda la secundaria. Tiene dos alias el primero es Taurus Silver, un inventor importante dentro de FLT y la comunidad mágica y el otro es Ooguro Ryuuya, el Teniente Especial dentro del "JSDF 101 Independent Magic-Equipped Battalion". Es reclutado dentro del batallón por su gran capacidad en combate y su magia de combate estratégico. 
Miyuki Shiba (司波 深雪 Shiba Miyuki?)
Seiyū: Saori Hayami
Es la hermana de Tatsuya. Ella es una Bloom que es considerada la estudiante más talentosa del primer año, por mostrar el mejor poder mágico en la prueba de ingreso. Se hace miembro del Consejo Estudiantil en su primer año en la secundaria como vicepresidenta. Su personalidad es modesta y se nota que es lista, pero como dice Tatsuya, ella siempre se enoja en su lugar. Ella es también la envidia y el deseo de muchos gracias a su apariencia, belleza y poder mágico excepcional, pero ella es capaz de ignorar fríamente eso. Siente mucha admiración por su hermano, al punto de que no tolera que no valoren su poder mágico y se enfada con frecuencia por esta razón. Sin embargo, eso no la impide ponerse celosa si considera que otra chica coquetea con él.

### Grupo de Tatsuya
El grupo de Tatsuya consta de siete compañeros de clase con los que pasa tiempo en su vida escolar diaria. A menudo ayudan a Tatsuya durante las investigaciones y situaciones peligrosas.
Erika Chiba (千葉 エリカ Chiba Erika?)
Seiyū: Yumi Uchiyama
Es la hija del líder del clan Chiba y su amante, lo que crea una relación tensa con su familia. Tiene una personalidad poco femenina y optimista, y es considerada uno de los mejores espadachines del clan. Su magia se usa para mejorar su espada y técnicas de combate. Considera que Mizuki es su mejor amiga y está enamorada de Tatsuya.
Leonhart Saijō (西城 レオンハルト Saijō Reonharuto?)
Seiyū: Takuma Terashima
Comúnmente conocido como Leo, es el nieto de un mago modificado de la serie Fortress. Su abuelo fue uno de los pocos supervivientes de las inestabilidades de la serie Fortress, que provoca muerte prematura o psicosis. Leo heredó los aumentos físicos de su abuelo y teme que también haya heredado las fallas de la serie Fortress.
Mizuki Shibata (柴田 美月 Shibata Mizuki?)
Seiyū: Satomi Satō
Es una chica con la disposición llamada ojos de cristal, que le permite ver los componentes de la magia invisibles para la mayoría de las personas. Tiene una personalidad tímida, tranquila y femenina, su habilidad la sobrecarga mentalmente, requiriendo que use anteojos para controlar su visión.
Mikihiko Yoshida (吉田 幹比古 Yoshida Mikihiko?)
Seiyū: Atsushi Tamaru
Es el amigo de la infancia de Erika, un prodigio del clan Yoshida que se especializa en magia que trata con espíritus. Años antes de la serie, Mikihiko falló en un ritual de invocación que creó un bloqueo psicológico y le impidió usar la magia de manera efectiva. Su participación con Tatsuya restaura su confianza, lo que le permite recuperar sus talentos mágicos.
Honoka Mitsui (光井 ほのか Mitsui Honoka?)
Seiyū: Sora Amamiya
Es descendiente de un grupo de magos extintos a los que se hace referencia como los Elementos. Los Elementos se especializan en uno de los seis elementos de la magia y tenían la lealtad incrustada genéticamente en sus genes. Honoka usa magia de luz y su lealtad genética está dirigida hacia Tatsuya.
Shizuku Kitayama (北山 雫 Kitayama Shizuku?)
Seiyū: Yuiko Tatsumi
Es la mejor amiga de Honoka y la hija de un hombre extremadamente adinerado. Shizuku es una chica madura y discreta que rara vez muestra emoción. Heredó el talento de su madre para la magia de oscilación.
Minami Sakurai (桜井 水波 Sakurai Minami?)
Seiyū: Kiyono Yasuno
Es la sobrina de Honami Sakurai, la guardiana de Miya Yotsuba. Tanto Minami como Honami fueron creados artificialmente por Yotsuba para servir al clan como guardaespaldas, y se especializan en magia de tipo barrera. Minami es la menor de Miyuki y se desempeña como su sirvienta y su segundo guardaespaldas.

### Consejo Estudiantil y Comité Disciplinario
El Consejo Estudiantil es un grupo de estudiantes que sirve de enlace entre profesores y estudiantes. Mientras tanto, el Comité Disciplinario está formado por estudiantes que son esencialmente encargados de hacer cumplir las reglas. Un tercer comité es la Federación de Actividades Extracurriculares que se asegura de que los clubes escolares no entren en conflicto entre sí. Los tres comités están estrechamente relacionados y trabajan juntos para preservar la paz en el campus.
Mayumi Saegusa (七草 真由美 Saegusa Mayumi?)
Seiyū: Kana Hanazawa
Es la presidenta del Consejo Estudiantil durante el primer año escolar de los hermanos Shiba. Ella pone una apariencia tímida e inocente, pero en realidad es traviesa y muy perceptiva. Mayumi tiene talento como francotirador y su forma de magia ofensiva consiste en disparar hielo seco como proyectiles. Durante el transcurso de la historia, manipula a Miyuki para que se una al Consejo Estudiantil y a Tatsuya al Comité Disciplinario. Ella desarrolla una atracción por Tatsuya y lo coloca en situaciones incómodas para divertirse. Después de inscribirse en la Universidad Mágica, sus hermanas gemelas, Kasumi e Izumi Saegusa, se inscriben en la Primera Preparatoria.
Hanzō Gyōbushōjo Hattori (服部 刑部少丞 範蔵 Hattori Gyōbushōjo Hanzō?)
Seiyū: Ryōhei Kimura
Fue el vicepresidente del Consejo Estudiantil. Inicialmente mostró hostilidad hacia Tatsuya cuando no lo consideraba digno de ser parte del Comité Disciplinario, pero después de haber perdido en un duelo oficial contra él, sólo se le recurrió ignorar a Tatsuya. Actualmente es el jefe del Grupo de Clubes.
Mari Watanabe (渡辺 摩利 Watanabe Mari?)
Seiyū: Marina Inoue
Es la presidenta del Comité Disciplinario y una amiga cercana de Mayumi. Tiene una personalidad estricta, resistente y franca (al mismo tiempo que Erika), excepto que es un poco más paciente. Aunque tiende a ser un poco áspera y dura con los demás, se vuelve completamente femenina frente a su novio Naotsugu. Para el combate, usa un látigo como una hoja y usa magia para manipular químicos.
Katsuto Jumonji (十文字 克人 Jumonji Katsuto?)
Seiyū: Jun'ichi Suwabe
Es el líder de Federación de Actividades Extraescolares. Katsuto es el próximo jefe del clan Jumonji y heredó la magia de barrera del clan, Phalanx: una barrera impenetrable y perpetua utilizada con fines defensivos y ofensivos. Tanto Saegusa como Jumonji son miembros de los Diez Clanes Maestros, lo que obliga a Mayumi y Katsuto a involucrarse políticamente con la comunidad mágica fuera de la escuela.
Suzune Ichihara (市原 鈴音 Ichihara Suzune?)
Seiyū: Mai Nakahara
Es la tesorera del Consejo Estudiantil. Es madura, perspicaz, inteligente y una persona que es buena en los análisis. Hubo varios momentos en los que Tatsuya la alabó por su talento en la comprensión de la mecánica de la magia después de verlo sólo una vez. Fue ella quien dio a luz la responsabilidad general para el personal operativo durante la Competencia de las Nueve Escuelas de Primer Año y fue conocida como la escritora principal del grupo representativo durante la Competición de Tesis. Mayumi la llama "Rin-chan".  
Azusa Nakajō (中条 あずさ Nakajō Azusa?)
Seiyū: Saki Ogasawara
Es una chica tímida y de aspecto juvenil. Azusa tiene interés en la ingeniería mágica y sospecha que Tatsuya es secretamente Taurus Silver. Ella es capaz de usar una magia única que lleva su nombre, Azusa Dream, para pacificar a la gente con fuerza. Durante el segundo año de los hermanos Shiba, ella reemplaza a Mayumi como presidenta del Comité Estudiantil.
Kanon Chiyoda (中条 あずさ Chiyoda Kanon?)
Seiyū: Saori Ōnishi
Es una chica impulsiva y bondadosa. Está comprometida con Kei, y ella reemplaza a Mari como presidenta del Comité Disciplinario.

### Otros personajes
Masaki Ichijō (一条 将輝 Ichijō Masaki?)
Seiyū: Yoshitsugu Matsuoka
Es un estudiante de primer año de la Tercera Preparatoria y el sucesor del jefe del clan Ichijō, otro de los Diez Clanes Maestros. Su magia de combate incluye manipular el aire, las moléculas de agua, y su magia única le permite evaporar el agua dentro de un organismo y hacer que explote. Su nombre en clave es "Crimson Prince". Obtuvo este nombre después de que la Nueva Unión Soviética invadiera la isla Sado en 2093. A los 13 años, Ichijō se ofreció como voluntario para ayudar a repeler a los invasores. Se rumorea que él mismo devastó todo un regimiento de soldados regulares.
Shinkurō Kichijōji (吉祥寺 真紅郎 Kichijōji Shinkurō?)
Seiyū: Ayumu Murase
Es el mejor amigo de Masaki y lo acompaña a menudo, a quien se le atribuye haber descubierto uno de los dieciséis códigos fundamentales de la magia. Shinkurō se siente en deuda con la familia Ichijō por adoptarlo después de que sus padres fueran asesinados en la invasión de la isla Sado y promete servirlos para siempre. Su nombre en clave es "Cardinal George". Después de perder la competencia de las nueve escuelas, ambos buscan mejorarse para superar a Tatsuya.
Haruka Ono (小野 遥 Ono Haruka?)
Seiyū: Sakura Tange
Es una agente encubierto del Ministerio de Seguridad Pública que se infiltra en la escuela como consejero. Se toma en serio sus deberes y con frecuencia ayuda a Tatsuya a recopilar información. Además, la disposición de Haruka mejora su magia de ocultación innata; entrena con Yakumo Kokonoe para mejorar aún más sus habilidades para esconderse. Su nombre en clave es "Ms. Phantom".
Yakumo Kokonoe (九重 八雲 Kokonoe Yakumo?)
Seiyū: Ryōtarō Okiayu
Es un maestro del ninjutsu, una minoría y una forma más antigua de magia. Elige aislarse de la política de los magos y pasa la mayor parte de su tiempo reuniendo información y entrenando a sus discípulos. Tatsuya obtiene su entrenamiento de combate de artes marciales de él y Miyuki también recibe algo de entrenamiento en artes marciales del sensei Kokonoe.
Pixie (ピクシー Pikushī?)
Seiyū: Nao Tōyama
Es una robot domótico, un androide diseñado para servir a los humanos. Fue creada y propiedad del club de robótica de la Primera Preparatoria. Durante el Visitor Arc, ella es utilizada como un recipiente físico por uno de un grupo de entidades sensibles sobrenaturales etéreas conocidas como parásitos. El parásito comenzó a identificarse como Pixie y, debido a la presencia de Honoka, ha desarrollado sentimientos de amor hacia Tatsuya. Tatsuya la compra para evitar que la comunidad mágica militarice el parásito dentro de ella.
Zhou Gongjin (周 公瑾 Shū Kōkin?)
Seiyū: Kōji Yusa
Es un intermediario que orquestó todos los conflictos importantes de la serie. Es parte de una organización desconocida dirigida por Jiedo Heigu, que desea destruir el clan Yotsuba.
Eimi Akechi (明智 英美 Akechi Eimi?)
Seiyū: Asuka Nishi
Es una estudiante de segundo año de la Primera Preparatoria que fue representante de su escuela en la División de los Recién Llegados en el año 2095 en los eventos Destrucción de Pilares de Hielo y Disparo Veloz. Siendo una chica menuda cautivante con el cabello rojo rubí brillante, es la joven más relajada, tiende a ser hiperactiva y posee una actitud juguetona. Su nombre completo es Amelia Eimi Akechi Goldie (あけちえいみ, アメリア・ゴ ールディ?) y a menudo se refieren a ella como Amy (エイミィ?).
Subaru Satomi (里美 スバル Satomi Subaru?)
Seiyū: Yuka Saitō
Es una estudiante de segundo año de la Primera Preparatoria que fue representante de su escuela en la División de los Recién Llegados en el año 2095 en el evento Murciélago Espejismo. Ella usa anteojos por la apariencia que emite, aunque en general su apariencia es juvenil y sus acciones son teatrales. Ha sido comparada con Mari, tanto en personalidad como en apariencia.
Angelina Kudo Shields (アンジェリーナ・クドウ・シールズ Anjerīna Kudo Shīruzu?)
Seiyū: Yōko Hikasa
Comúnmente conocida como Lina, es la líder de la fuerza del ejército de magos de la USNA conocida como Stars. Su identidad militar es Angie Sirius, y es uno de los trece magos estratégicos declarados públicamente. Su abuelo materno es el hermano menor de Retsu Kudo.
Izumi Saegusa (七草 泉美 Saegusa Izumi?)
Seiyū: Aoi Yūki
Es la hermana menor de Mayumi. Se describe como una chica femenina que generalmente oculta sus sentimientos y pensamientos detrás de una sonrisa indescifrable y gentil, y que rara vez deja que sus emociones corran salvajemente. Izumi ocupó el segundo lugar en la prueba de acceso y se unió al Consejo Estudiantil.
Kasumi Saegusa (七草 香澄 Saegusa Kasumi?)
Seiyū: Eri Kitamura
Es la hermana menor de Mayumi y la gemela de Izumi. A diferencia de su gemela, tiene una personalidad poco marimacha y suele ser celosa y cautelosa por sospechar de cualquier hombre que se le acerca a Mayumi. Cuando se encuentra con Tatsuya por primera vez, asume que él está detrás de su hermana mayor y lo llama "mujeriego" (ya que irradia un aura agresiva hacia Tatsuya). Finalmente, Kasumi se unió al Comité Disciplinario.
Naotsugu Chiba (千葉 修次 Chiba Naotsugu?)
Seiyū: Susumu Chiba
Es el próximo medio hermano de Erika y el novio de Mari.
Kei Isori (五十里 啓 Isori Kei?)
Seiyū: Sōma Saitō
Es un chico tímido y de apariencia andrógina. Es el prometido de Kanon y ella siempre lo ama demasiado.

## Multimedia

### Novelas ligeras
La serie fue publicada inicialmente como una novela web en Shōsetsuka ni Narō, comenzando su serialización el 12 de octubre de 2008. Se convirtió en la segunda novela web después Sword Art Online en ser adquirida por ASCII Media Works, con el primer tomo de novelas ligeras publicado el 10 de julio de 2011 bajo su sello Dengeki Bunko en la revista Dengeki Bunko Magazine. 32 volúmenes han sido publicados a partir de septiembre de 2020. En 2012, fue la cuarta serie de novelas ligeras más vendida con 696.322 ventas estimadas en Japón; y en 2013, fue la tercera serie de novelas ligeras más vendida, con ventas estimadas entre 947.772 y 3,15 millones de copias impresas en total. En 2014, fue la serie de novelas más vendida con 1.599.614 de ventas estimadas.

#### Volúmenes
| Nº | Título                                                                                    | Fecha de lanzamiento     | ISBN              |
| -- | ----------------------------------------------------------------------------------------- | ------------------------ | ----------------- |
| 1  | Capítulo de Inscripción (I) Nyūgaku-hen (Jō) (入学編〈上〉)                               | 10 de julio de 2011      | 978-4-04-870597-4 |
| 2  | Capítulo de Inscripción (II) Nyūgaku-hen (Ge) (入学編〈下〉)                              | 10 de agosto de 2011     | 978-4-04-870598-1 |
| 3  | Competencia de las nueve escuelas (I) Kyūkōsen-hen (Jō) (九校戦編〈上〉)                  | 10 de noviembre de 2011  | 978-4-04-870998-9 |
| 4  | Competencia de las nueve escuelas (II) Kyūkōsen-hen (Ge) (九校戦編〈下〉)                 | 10 de diciembre de 2011  | 978-4-04-870999-6 |
| 5  | Capítulo de Vacaciones de Verano Natsuyasumi-hen +1 (夏休み編+1)                          | 10 de abril de 2012      | 978-4-04-886522-7 |
| 6  | Capítulo del Disturbio de Yokohama (I) Yokohama Sōran-hen (Jō) (横浜騒乱編<上>)           | 10 de julio de 2012      | 978-4-04-886700-9 |
| 7  | Capítulo del Disturbio de Yokohama (II) Yokohama Sōran-hen (Ge) (横浜騒乱編<下>)          | 10 de septiembre de 2012 | 978-4-04-886701-6 |
| 8  | Capítulo de Viejos Recuerdos Tsuioku-hen (追憶編)                                         | 10 de diciembre de 2012  | 978-4-04-891158-0 |
| 9  | Visitante (I) Raihōsha-hen (Jō) (来訪者編＜上＞)                                          | 10 de marzo de 2013      | 978-4-04-891423-9 |
| 10 | Visitante (II) Raihōsha-hen (Chū) (来訪者編＜中＞)                                        | 7 de junio de 2013       | 978-4-04-891609-7 |
| 11 | Visitante (III) Raihōsha-hen (Ge) (来訪者編＜下＞)                                        | 10 de agosto de 2013     | 978-4-04-891610-3 |
| 12 | Doble Siete Daburu Sebun-hen (ダブルセブン編)                                             | 10 de octubre de 2013    | 978-4-04-866003-7 |
| 13 | Evento con Obstáculos Sutīpuruchēsu-hen (スティープルチェース編)                          | 10 de abril de 2014      | 978-4-04-866507-0 |
| 14 | Insurrección en la Ciudad Antigua (I) Koto Nairan-hen (Jō) (古都内乱編＜上＞)             | 10 de septiembre de 2014 | 978-4-04-866860-6 |
| 15 | Insurrección en la Ciudad Antigua (II) Koto Nairan-hen (Ge) (古都内乱編＜下＞)            | 10 de enero de 2015      | 978-4-04-869167-3 |
| 16 | Arco sucesión Yotsuba Yotsuba Keishō-hen (四葉継承編)                                     | 9 de mayo de 2015        | 978-4-04-865116-5 |
| 17 | Arco conferencia de los clanes maestros (I) Shizoku Kaigi-hen (Jō) (師族会議編〈上〉)     | 8 de agosto de 2015      | 978-4-04-865313-8 |
| 18 | Arco conferencia de los clanes maestros (II) Shizoku Kaigi-hen (Chū) (師族会議編＜中＞)   | 10 de noviembre de 2015  | 978-4-04-865512-5 |
| 19 | Arco conferencia de los clanes maestros (III) Shizoku Kaigi-hen (Ge) (師族会議編＜下＞)   | 10 de marzo de 2016      | 978-4-04-865809-6 |
| 20 | Arco de disturbios en los mares del sur Nankai Sōjō-hen (南海騒擾編)                      | 10 de septiembre de 2016 | 978-4-04-892318-7 |
| 21 | Prólogo del arco perturbador (I) Dōran no Joshō-hen <Jō> (動乱の序章編<上>)               | 10 de febrero de 2017    | 978-4-04-892669-0 |
| 22 | Prólogo del arco perturbador (II) Dōran no Joshō-hen <Ge> (動乱の序章編<下>)              | 9 de junio de 2017       | 978-4-04-892949-3 |
| 23 | Arco de aislamiento Koritsu-hen (孤立編)                                                  | 10 de agosto de 2017     | 978-4-04-893281-3 |
| 24 | Arco de escape (I) Esukēpu-hen <Jō> (エスケープ編<上>)                                    | 10 de marzo de 2018      | 978-4-04-893686-6 |
| 25 | Arco de escape (II) Esukēpu-hen <Ge> (エスケープ編<下>)                                   | 10 de abril de 2018      | 978-4-04-893792-4 |
| 26 | Arco de invasión Inbējon-hen (インベージョン編)                                           | 10 de agosto de 2018     | 978-4-04-893970-6 |
| 27 | Arco de cambio repentino Kyūten-hen (急転編)                                              | 10 de noviembre de 2018  | 978-4-04-912163-6 |
| 28 | Capítulo de persecución (I) Tsuiseki-hen <Jō> (追跡編＜上＞)                              | 10 de abril de 2019      | 978-4-04-912560-3 |
| 29 | Capítulo de persecución (II) Tsuiseki-hen <Ge> (追跡編＜下＞)                             | 8 de junio de 2019       | 978-4-04-912571-9 |
| 30 | Capítulo de rescate Dakkan-hen (奪還編)                                                   | 10 de septiembre de 2019 | 978-4-04-912738-6 |
| 31 | Capítulo de futuro Mirai-hen (未来編)                                                     | 10 de abril de 2020      | 978-4-04-913067-6 |
| 32 | Capítulo de sacrificio/graduación Sakurifaisu-hen/Sotsugyō-hen (サクリファイス編／卒業編) | 10 de septiembre de 2020 | 978-4-04-913253-3 |

### Manga
El autor del manga es Fumino Hayashi. La historia es creada por el nombrado con la ayuda de Tsutomu Satō, y es ilustrado por Tsuna Kitaumi. Comenzó a publicarse el 17 de noviembre de 2011 en la revista Gekkan GFantasy de la editorial Square Enix hasta el 18 de septiembre de 2013 adaptando el primer arco de las novelas ligeras, Nyūgaku-hen. Fue recopilado en cuatro volúmenes tankōbon, con el último volumen publicado el 27 de diciembre de 2013. Una adaptación manga del segundo arco comenzó su serialización en la misma revista desde el 18 de octubre de 2013 y finalizó el 18 de mayo de 2016, con el arte de Tsuna Kitaumi. Una adaptación manga del tercer arco Yokohama Sōran-hen comenzó la serialización al mismo tiempo en la revista Gekkan GFantasy con el arte de Gin Amau; la serie concluyó el 18 de septiembre de 2015. Una adaptación manga del octavo volumen de novelas ligeras, Tsuioku-hen, que es principalmente una precuela que detalla los eventos antes del primer volumen, comenzó la serialización en la revista de manga shōnen Dengeki Daioh de ASCII Media Works el 27 de febrero de 2014 y terminó el 27 de julio de 2015, con el arte de Waki Ikawa.
Un manga paralelo titulado Mahōka Kōkō no Yūtōsei con el arte de Yu Mori, comenzó la serialización el 27 de abril de 2012 en Dengeki Daioh; la serie concluyó el 27 de junio de 2020. Se ha recopilado en once volúmenes tankōbon a partir de septiembre de 2020.

### Anime
Una adaptación de la serie al anime fue anunciada. Cuenta con 26 episodios que cubren los 7 primeros volúmenes (con exclusión del volumen 5) de las novelas. Está producida por Madhouse y dirigida por Manabu Ono, junto con diseños de personajes originales de Kana Ishida y música de la banda sonora de Taku Iwasaki. La serie se emitió en Tokyo MX, GTV y GYT desde el 6 de abril hasta el 28 de septiembre de 2014 con transmisiones posteriores en MBS, CTC, TVK, TVS, TVA, TVQ, TVH, AT-X y BS11. La serie utiliza cuatro temas musicales: dos temas de apertura y dos temas de cierre. El primer tema de apertura es «Rising Hope», interpretado por LiSA, mientras que el primer tema de cierre es «Millenario», interpretado por Elisa. El segundo tema de apertura es «Grilleto», interpretado por Garnidelia, mientras que el segundo tema de cierre es «Mirror», interpretado por Rei Yasuda. La serie está licencida por Aniplex of America.
En el evento "Dengeki Bunko Aki no Namahōsō Festival" del 6 de octubre de 2019, se anunció una segunda temporada y originalmente estaba programada para emitirse en julio de 2020, adaptando el "Arco del Visitante" de la serie de novelas, pero fue retrasada hasta el 4 de octubre de 2020 debido a la pandemia de COVID-19. El personal principal y el elenco de la película de 2017 repiten sus papeles en la segunda temporada. El tema de apertura es «Howling», interpretado por ASCA, mientras que el tema de cierre es «Na mo Nai Hana» (名もない花?), interpretado por satomiki. Aniplex of America anunció la adquisición de la serie, y originalmente anunció que Funimation la transmitiría exclusivamente, pero Hulu terminó transmitiendo la serie también. El 13 de noviembre de 2020, Funimation anunció que la segunda temporada de la serie recibiría un doblaje en inglés.
El 28 de febrero de 2021, se anunció una adaptación al anime del "Arco de la Reminiscencia" (Tsuioku-hen). Más tarde se reveló que era un episodio de 60 minutos, con el elenco principal y el personal de la segunda temporada retomando sus papeles. Se emitió el 31 de diciembre de 2021.
El 1 de enero de 2022, se anunció una secuela del anime. En julio de 2023, se confirmó que la secuela sería una nueva serie de televisión que se emitirá en 2024.
Después del final de la segunda temporada de Mahōka Kōkō no Rettōsei, se reveló que la serie de manga spin-off, Mahōka Kōkō no Yūtōsei, obtendría una adaptación al anime, que se emitió del 3 de julio al 25 de septiembre de 2021 en Tokyo MX y otras cadenas. La serie está animada por Connect y dirigida por Hideki Tachibana, con Tsuyoshi Tamai escribiendo y supervisando los guiones de la serie, Ryōsuke Yamamoto y Takao Sano diseñando los personajes y Taku Iwasaki regresando para componer la música de la serie. El tema de apertura es «101», interpretado por Sangatsu no Phantasia, mientras que el tema de cierre es «Double Standard», interpretado por Philosophy no Dance. Funimation obtuvo la licencia de la serie.
Después de que se emitiera el episodio final de la tercera temporada, se anunció una adaptación cinematográfica al anime del "Arco de la Sucesión de los Yotsuba" (Yotsuba Keishō-hen). Se estrenará en 2026.

### Videojuegos
Un videojuego para celulares inteligentes titulado Mahōka Kōkō no Rettōsei: School Magicus Battle fue anunciado en el Dengeki Game Festival 2014 el 16 de marzo de 2014. Un videojuego para PlayStation Vita titulado Mahōka Kōkō no Rettōsei: Out of Order por Namco Bandai Games fue también anunciado en el Dengeki Game Festival 2014, y fue lanzado el 25 de diciembre de 2014.
Miyuki y Tatsuya aparecen en Dengeki Bunko Fighting Climax, un videojuego de lucha por Sega ofreciendo diversos personajes de obras publicadas bajo el sello Dengeki Bunko. Miyuki será un personaje jugable, mientras que Tatsuya es un personaje de asistencia.

## Terminología
- Bloom (ブルーム Burūmu?, lit. Flor): Son los estudiantes que al hacer el examen de admisión, demostraron gran poder mágico en todas las ramas. Ellos suelen estar únicamente con los de su propia categoría y miran con desprecio a los Weeds. Ejemplos de Blooms son Miyuki Shiba, el comité escolar y el comité disciplinario. Se reconocen porque en su manga llevan un símbolo de un octógono con una flor dentro.
- Reserva (リザーブ Rizābu?): Son los estudiantes que, en contrario a los Bloom, al hacer el examen de admisión, no mostraron gran poder mágico en las ramas evaluadas (por eso Tatsuya Shiba es reserva, ya que es experto en ninjutsu y taijutsu, y esas ramas no se evalúan). Son despreciados por los Blooms (llamándoles Weed (ウィード Uīdo?, lit. Maleza), se reconocen porque en su manga llevan el símbolo de un octógono pero, a diferencia de los Blooms, sin nada dentro.
- Weed (ウィード Uīdo?, lit. Maleza): Es como llaman los Bloom a los Reserva, esto es considerado un insulto y quien lo diga es castigado por alguien del comité disciplinario, aunque obviamente, ellos no pueden controlar a todos, así que el término es muy usado y es normal escucharlo.

## Recepción
Anime News Network tenía cuatro editores que revisaban el primer episodio del anime: Carl Kimlinger vio potencial en su opinión sobre una típica premisa animada, alabando a Tatsuya como protagonista principal y su manejo de los misterios que rodean la trama; Theron Martin, aunque esperanzado por su protagonista masculino y el concepto de trama, expresó críticas a la animación indistinguible y la exposición constante de los espectadores; Rebecca Silverman consideró que era sosa y no trajo nada nuevo en su lugar de tiempo y fue muy crítica con la separación de los dos hermanos principales en la escuela debido a "diferencias percibidas". El cuarto revisor, Hope Chapman, expresó disgusto inmediato hacia la serie. Ella lo criticó por su falta de nada para comprometer a los espectadores y por ser una adaptación de una novela ligera perezosa, concluyendo su revisión con "Ni siquiera puedo recordar la última vez que vi algo sin un solo factor o punto favorable para recomendar al respecto en absoluto". Por su parte Richard Eisenbeis criticó la dirección y narración del anime diciendo que " Tal vez con un director diferente o guionista Mahōka Kōkō no Rettōsei podría haber demostrado ser un gran anime".